# جیم بارت
جیمز ویلیام بارت (به انگلیسی: James William Barrett) (زادهٔ ۱۹ ژانویه ۱۹۰۷ - درگذشته 	۲۵ نوامبر ۱۹۷۰) بازیکن فوتبال اهل انگلستان بود که سابقهٔ بازی در تیم ملی فوتبال انگلستان را در کارنامهٔ خود دارد. وی در تاریخ ۲۲ اکتبر ۱۹۲۸ تنها بازی ملی خود را در مقابل تیم ملی فوتبال ایرلند شمالی انجام داد.